# Jiří Skřivan
Jiří Skřivan (* 16. července 1947) byl český a československý politik Komunistické strany Československa a poslanec Sněmovny lidu Federálního shromáždění za normalizace.

## Biografie
K roku 1981 se profesně uvádí jako vedoucí lamač-hlavní předák. Ve volbách roku 1981 zasedl do Sněmovny lidu (volební obvod č. 55 - Česká Lípa, Severočeský kraj). Ve Federálním shromáždění setrval do konce funkčního období, tedy do voleb roku 1986.